# Autoserica buruensis
Autoserica buruensis är en skalbaggsart som beskrevs av Brenske 1899. Autoserica buruensis ingår i släktet Autoserica och familjen Melolonthidae. Inga underarter finns listade.